# Cyathea medullaris
Cyathea medullaris är en ormbunkeart som först beskrevs av Forst., och fick sitt nu gällande namn av Olof Peter Swartz. Cyathea medullaris ingår i släktet Cyathea och familjen Cyatheaceae. Inga underarter finns listade.

## Bildgalleri

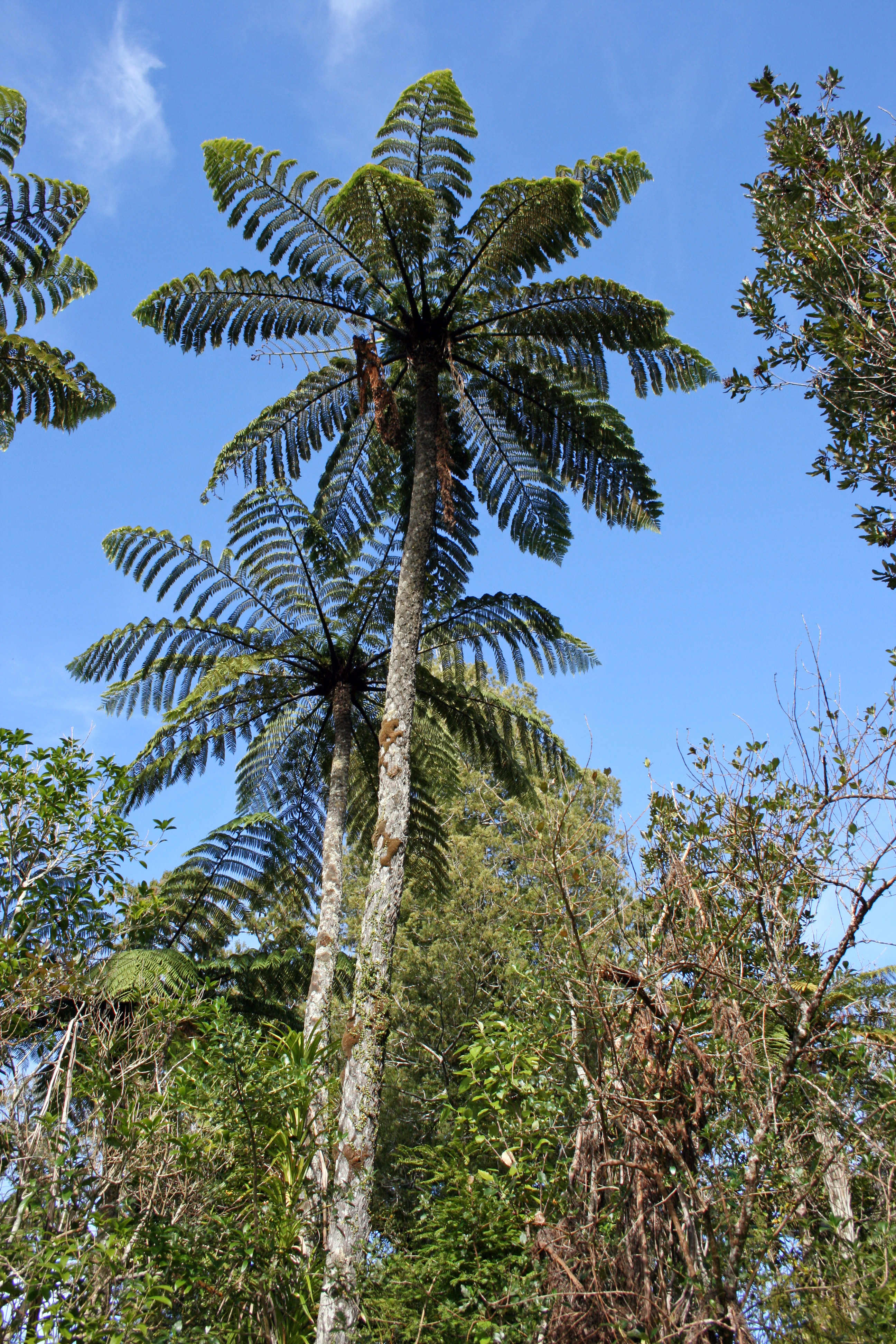
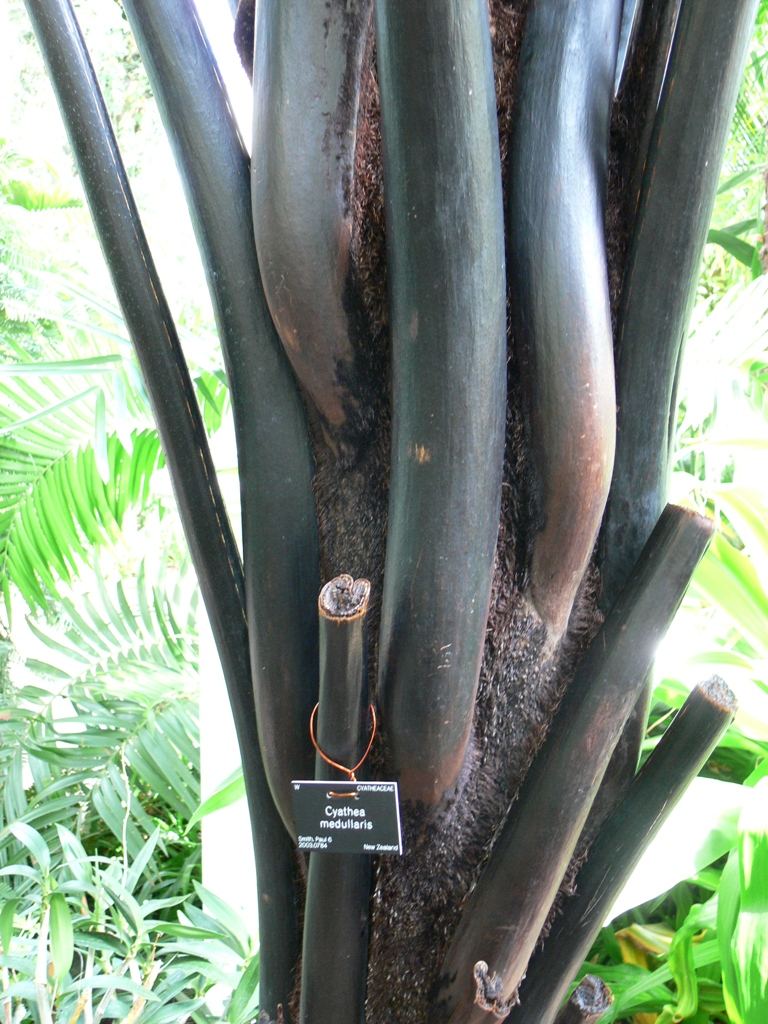
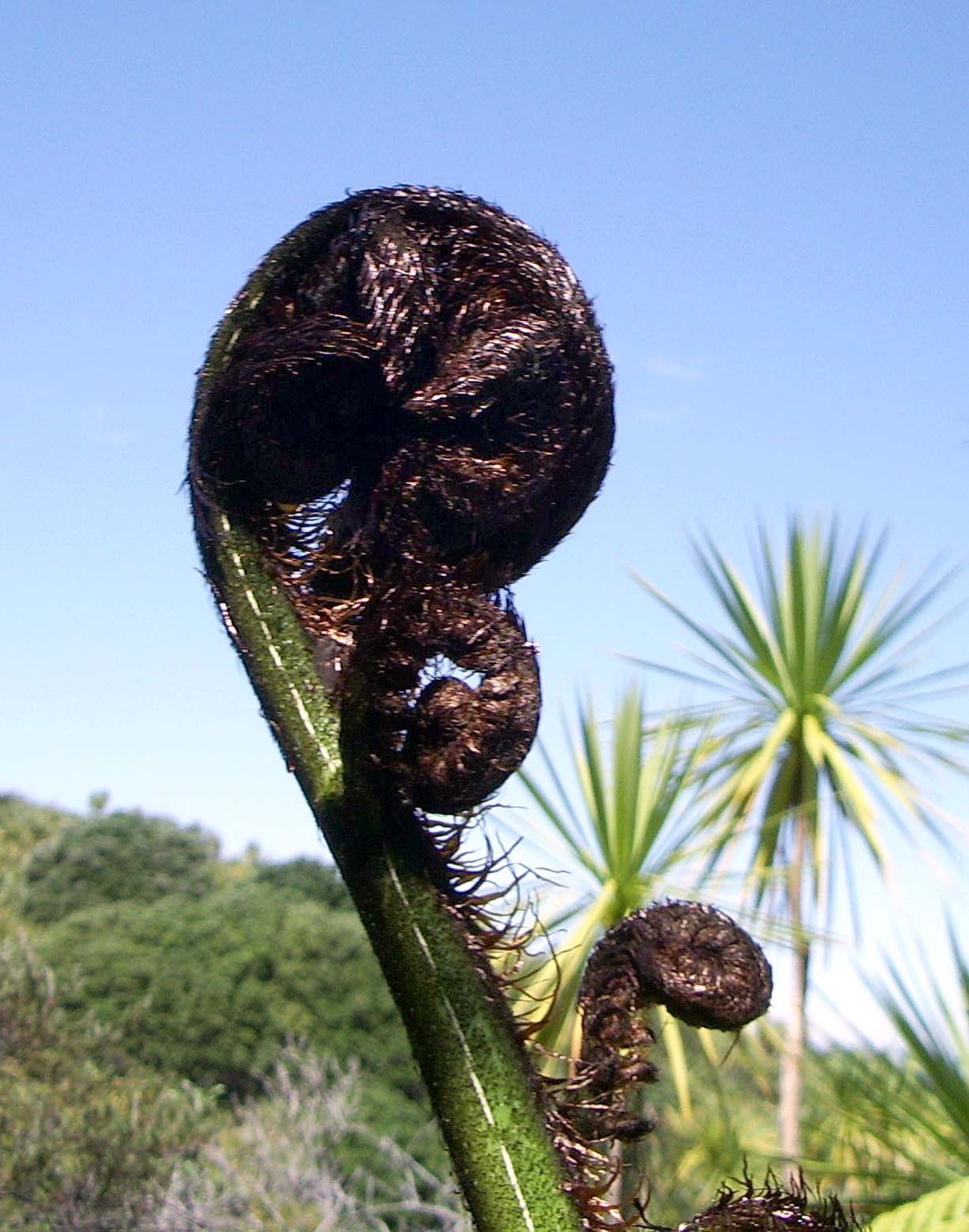